# Iver Fossum
Iver Tobias Rørvik Fossum (Drammen, 15 luglio 1996) è un calciatore norvegese, centrocampista del Rosenborg.

## Carriera

### Club

#### Strømsgodset
Fossum ha cominciato la carriera professionistica con la maglia dello Strømsgodset. Ha esordito con la prima squadra in data 17 aprile 2013, trovando anche la via del gol nella vittoria per 0-11 sul campo dell'Hallingdal, sfida valida per primo turno del Norgesmesterskapet 2013. Il 28 aprile successivo ha debuttato nell'Eliteserien, sostituendo Simen Brenne nella vittoria per 1-2 in casa del Molde.
Il 4 maggio 2014 ha realizzato la prima rete nella massima divisione locale, nella vittoria per 2-0 sul Bodø/Glimt.
 Il 16 luglio dello stesso anno ha disputato la prima partita in Champions League: è stato titolare nella sconfitta per 0-1 contro la Steaua Bucarest.
Il 12 settembre 2014 ha rinnovato il contratto che lo legava allo Strømsgodset per altre tre stagioni e mezzo. Il 17 ottobre successivo, il suo nome è stato inserito tra i candidati per la vittoria del premio Kniksen per il miglior giovane del campionato.
Il 21 ottobre 2015, ha ricevuto due candidature nell'ambio dell'edizione annuale del premio Kniksen: la prima in quanto in lizza per il titolo di miglior centrocampista del campionato, la seconda per l'assegnazione del titolo di miglior giovane. Fossum si è aggiudicato il secondo di questi riconoscimenti.

#### Hannover 96
Il 23 dicembre 2015, i tedeschi dell'Hannover 96 hanno annunciato sul proprio sito internet d'aver tesserato il giocatore, che si è legato al nuovo club con un contratto valido per i successivi quattro anni e mezzo, a partire dal 1º gennaio 2016. Ha scelto la maglia numero 18. Ha esordito in Bundesliga in data 27 febbraio, schierato titolare nella vittoria per 1-2 sul campo dello Stoccarda. L'Hannover è matematicamente retrocesso in 2. Bundesliga dopo la 31ª giornata di campionato, con 3 partite ancora da giocare. Fossum ha chiuso l'annata a quota 9 presenze.

### Nazionale
Il 25 agosto 2014, è stato convocato dal commissario tecnico della Nazionale Under-21 norvegese Leif Gunnar Smerud in vista della partita contro il Portogallo under 21. Il 4 settembre, allora, è stato titolare nella sfida persa per 1-2 contro la formazione lusitana.
Il 18 maggio 2016 è stato convocato per la prima volta in Nazionale maggiore dal commissario tecnico Per-Mathias Høgmo, in vista delle sfide contro Portogallo, Islanda e Belgio. Il 29 maggio è quindi sceso in campo in sostituzione di Valon Berisha nella sfida contro la selezione portoghese.

## Statistiche

### Presenze e reti nei club
Statistiche aggiornate al 26 marzo 2018.
| Stagione            | Club                | Campionato          | Campionato | Campionato | Coppe nazionali | Coppe nazionali | Coppe nazionali | Coppe continentali | Coppe continentali | Coppe continentali | Supercoppe | Supercoppe | Supercoppe | Totale | Totale |
| Stagione            | Club                | Comp                | Pres       | Reti       | Comp            | Pres            | Reti            | Comp               | Pres               | Reti               | Comp       | Pres       | Reti       | Pres   | Reti   |
| ------------------- | ------------------- | ------------------- | ---------- | ---------- | --------------- | --------------- | --------------- | ------------------ | ------------------ | ------------------ | ---------- | ---------- | ---------- | ------ | ------ |
| 2013                | Strømsgodset        | ES                  | 4          | 0          | CN              | 1               | 1               | UEL                | 0                  | 0                  | -          | -          | -          | 5      | 1      |
| 2014                | Strømsgodset        | ES                  | 26         | 3          | CN              | 2               | 0               | UCL                | 2                  | 0                  | -          | -          | -          | 30     | 3      |
| 2015                | Strømsgodset        | ES                  | 30         | 11         | CN              | 2               | 1               | UCL                | 6                  | 0                  | -          | -          | -          | 38     | 12     |
| Totale Strømsgodset | Totale Strømsgodset | Totale Strømsgodset | 60         | 14         |                 | 5               | 2               |                    | 8                  | 0                  |            | -          | -          | 73     | 16     |
| gen.-giu. 2016      | Hannover 96         | BL                  | 9          | 0          | CG              | -               | -               | -                  | -                  | -                  | -          | -          | -          | 9      | 0      |
| 2016-2017           | Hannover 96         | 2L                  | 25         | 1          | CG              | 2               | 0               | -                  | -                  | -                  | -          | -          | -          | 27     | 1      |
| 2017-2018           | Hannover 96         | BL                  | 14         | 1          | CG              | 0               | 0               | -                  | -                  | -                  | -          | -          | -          | 14     | 1      |
| Totale Hannover 96  | Totale Hannover 96  | Totale Hannover 96  | 48         | 2          |                 | 2               | 0               |                    | -                  | -                  |            | -          | -          | 50     | 2      |
| 2017-2018           | Hannover 96 II      | BL                  | 3          | 0          | -               | -               | -               | -                  | -                  | -                  | -          | -          | -          | 3      | 0      |
| Totale              | Totale              | Totale              | 111        | 16         |                 | 7               | 2               |                    | 8                  | 0                  |            | -          | -          | 126    | 18     |

### Cronologia presenze e reti in nazionale
| Cronologia completa delle presenze e delle reti in nazionale ― Norvegia | Cronologia completa delle presenze e delle reti in nazionale ― Norvegia | Cronologia completa delle presenze e delle reti in nazionale ― Norvegia | Cronologia completa delle presenze e delle reti in nazionale ― Norvegia | Cronologia completa delle presenze e delle reti in nazionale ― Norvegia | Cronologia completa delle presenze e delle reti in nazionale ― Norvegia | Cronologia completa delle presenze e delle reti in nazionale ― Norvegia | Cronologia completa delle presenze e delle reti in nazionale ― Norvegia |
| Data                                                                    | Città                                                                   | In casa                                                                 | Risultato                                                               | Ospiti                                                                  | Competizione                                                            | Reti                                                                    | Note                                                                    |
| ----------------------------------------------------------------------- | ----------------------------------------------------------------------- | ----------------------------------------------------------------------- | ----------------------------------------------------------------------- | ----------------------------------------------------------------------- | ----------------------------------------------------------------------- | ----------------------------------------------------------------------- | ----------------------------------------------------------------------- |
| 29-5-2016                                                               | Porto                                                                   | Portogallo                                                              | 3 – 0                                                                   | Norvegia                                                                | Amichevole                                                              | -                                                                       | 74’                                                                     |
| 1-6-2016                                                                | Oslo                                                                    | Norvegia                                                                | 3 – 2                                                                   | Islanda                                                                 | Amichevole                                                              | -                                                                       | 72’                                                                     |
| 5-6-2016                                                                | Bruxelles                                                               | Belgio                                                                  | 3 – 2                                                                   | Norvegia                                                                | Amichevole                                                              | -                                                                       | 73’                                                                     |
| 23-3-2018                                                               | Oslo                                                                    | Norvegia                                                                | 4 – 1                                                                   | Australia                                                               | Amichevole                                                              | -                                                                       | 87’                                                                     |
| 26-3-2018                                                               | Elbasan                                                                 | Albania                                                                 | 0 – 1                                                                   | Norvegia                                                                | Amichevole                                                              | -                                                                       | 74’                                                                     |
| 2-6-2018                                                                | Reykjavík                                                               | Islanda                                                                 | 2 – 3                                                                   | Norvegia                                                                | Amichevole                                                              | -                                                                       |                                                                         |
| 6-6-2018                                                                | Oslo                                                                    | Norvegia                                                                | 1 – 0                                                                   | Panama                                                                  | Amichevole                                                              | -                                                                       | 89’                                                                     |
| 6-9-2018                                                                | Oslo                                                                    | Norvegia                                                                | 2 – 0                                                                   | Cipro                                                                   | UEFA Nations League 2018-2019 - 1º turno                                | -                                                                       | 72’                                                                     |
| 9-9-2018                                                                | Sofia                                                                   | Bulgaria                                                                | 1 – 0                                                                   | Norvegia                                                                | UEFA Nations League 2018-2019 - 1º turno                                | -                                                                       | 62’                                                                     |
| 13-10-2018                                                              | Oslo                                                                    | Norvegia                                                                | 1 – 0                                                                   | Slovenia                                                                | UEFA Nations League 2018-2019 - 1º turno                                | -                                                                       | 80’                                                                     |
| 16-10-2018                                                              | Oslo                                                                    | Norvegia                                                                | 1 – 0                                                                   | Bulgaria                                                                | UEFA Nations League 2018-2019 - 1º turno                                | -                                                                       | 78’                                                                     |
| 19-11-2018                                                              | Nicosia                                                                 | Cipro                                                                   | 0 – 2                                                                   | Norvegia                                                                | UEFA Nations League 2018-2019 - 1º turno                                | -                                                                       | 46’                                                                     |
| 15-11-2019                                                              | Oslo                                                                    | Norvegia                                                                | 4 – 0                                                                   | Fær Øer                                                                 | Qual. Euro 2020                                                         | 1                                                                       |                                                                         |
| 18-11-2019                                                              | Ta' Qali                                                                | Malta                                                                   | 1 – 2                                                                   | Norvegia                                                                | Qual. Euro 2020                                                         | -                                                                       |                                                                         |
| Totale                                                                  |                                                                         | Presenze                                                                | 14                                                                      |                                                                         | Reti                                                                    | 1                                                                       |                                                                         |

## Palmarès

### Club

#### Competizioni nazionali
- Campionato danese: 1

Midtjylland: 2023-2024